# NGC 77
NGC 77 (còn được gọi là PGC 1290, NPM1G -22.0006 hoặc PGC 198147) là một thiên hà dạng hạt đậu nằm cách xa 780 triệu năm ánh sáng trong chòm sao Kình Ngư. Nó được Frank Muller phát hiện vào năm 1886 và cường độ biểu kiến của nó là 14,8. Thiên hà này rộng khoảng 360.000 năm ánh sáng.